# Movileni (okręg Suczawa)
Movileni – wieś w Rumunii, w okręgu Suczawa, w gminie Vadu Moldovei. W 2011 roku liczyła 251 mieszkańców. 